# Love Buzz
"Love Buzz" é uma canção da banda holandesa de rock Shocking Blue. Foi composta por Robbie van Leeuwen e lançada primeiramente no álbum At Home em 1969. A canção foi depois regravada pela banda Nirvana, que a lançaram no compacto de estreia em 1988.

## Versão de Nirvana
A banda estadunidense de grunge, Nirvana, regravou uma versão da canção para seu compacto (single) de estreia, lançado em novembro de 1988 pela gravadora Sub Pop nos Estados Unidos. 

### Lançamento e recepção
O compacto do Nirvana foi o primeiro lançamento do "Sub Pop Singles Club", que era um clube de vinil em que o assinante recebia um compacto exclusivo (ou seja, não era vendido em lojas) por mês, de diferentes bandas. O compacto do Nirvana foi prensado em edição limitada, com 1.000 cópias numeradas a mão. Entretanto, uma fatura da Sub Pop indica que foram produzidas 1.200 capas para o compacto. As 200 restantes continham uma tarja vermelha em vez de numeração, e provavelmente essas cópias eram destinadas à promoção.
Em 1989, Everett True escreveu uma resenha elogiosa do compacto para a revista musical britânica Melody Maker.
No dia 24 de janeiro de 1989 foi feita uma nova mixagem da canção para ser incluída no álbum de estréia da banda, Bleach, que seria lançado em junho de 1989. A versão do álbum exclui a colagem de som de 10 segundos feita por Kurt Cobain, presente na versão do compacto, que servia de introdução à canção. Essa nova mixagem também foi lançada no EP Blew, no Reino Unido, em dezembro de 1989, marcando o primeiro lançamento da canção na região, já que, na versão britânica de Bleach, "Love Buzz" fora substituída pela canção "Big Cheese".

### Faixas
A. "Love Buzz"
B. "Big Cheese"

## Outras regravações

### The Prodigy
A versão original da banda Shocking Blue foi regravada (em sampler) para a canção "Phoenix" por The Prodigy em seu álbum de 2004 Always Outnumbered, Never Outgunned.

### Lil' Kim
Elementos da canção original foram também regravados (em sampler) para a faixa "Kitty Box" por Lil' Kim, que está em destaque no álbum de 2005 The Naked Truth.

### Outros
A faixa também foi regravada pela banda Hatcham Social no seu EP gratuito Party, lançado em 2008. Um club mix de "Love Buzz" foi lançado na gravadora Saint Thomas Records em 2009 pela banda de rock psicodélico de Dallas Lithium X-Mas como um single em CD. A canção foi também regravada (em sampler) pela banda de rap dinamarquesa Malk De Koijn, na canção "5 øres ting" do lançamento de 2011 "Toback to The Fromtime".